# Solberg (Örnsköldsvik)
Solberg is een plaats in de gemeente Örnsköldsvik in het landschap Ångermanland en de provincie Västernorrlands län in Zweden. De plaats heeft 145 inwoners (2005) en een oppervlakte van 81 hectare. De plaats ligt op 90 kilometer ten noordwesten van de stad Örnsköldsvik. De plaats is omringd door met bos begroeide heuvels/bergen en op sommige hiervan zijn skimogelijkheden.

## Verkeer en vervoer
Bij de plaats loopt de Länsväg 348.